# Élősködés Tour
Az Élősködés Tour egy 2002-es Kispál és a Borz koncert felvétel.

## Számok
1. Intro
2. Lefekszem a hóba
3. Meghatás
4. Bársonyfüggöny
5. Zsákmányállat
6. Kicsi csillag
7. Zár az égbolt
8. A vadnyugat története indián szemmel
9. Disznók tánca
10. Jönni fog egy lovas
11. Szécsi Pál
12. Szőkített nő
13. Hang és fény
14. Ha az életben
15. Éjjeli lámpa
16. Mire megtanultam
17. Jutka

## Közreműködtek
Kálmándy Pap Ferenc: fotó,
Péko: design

### Zenészek
- Kispál András
- Lovasi András
- Dióssy D. Ákos
- Michael Zwecker

## Külső hivatkozások
- Hivatalos honlap